# Chissamba
Chissamba – miasto w Angoli, w prowincji Bié.